# Synagoge (Utrecht)

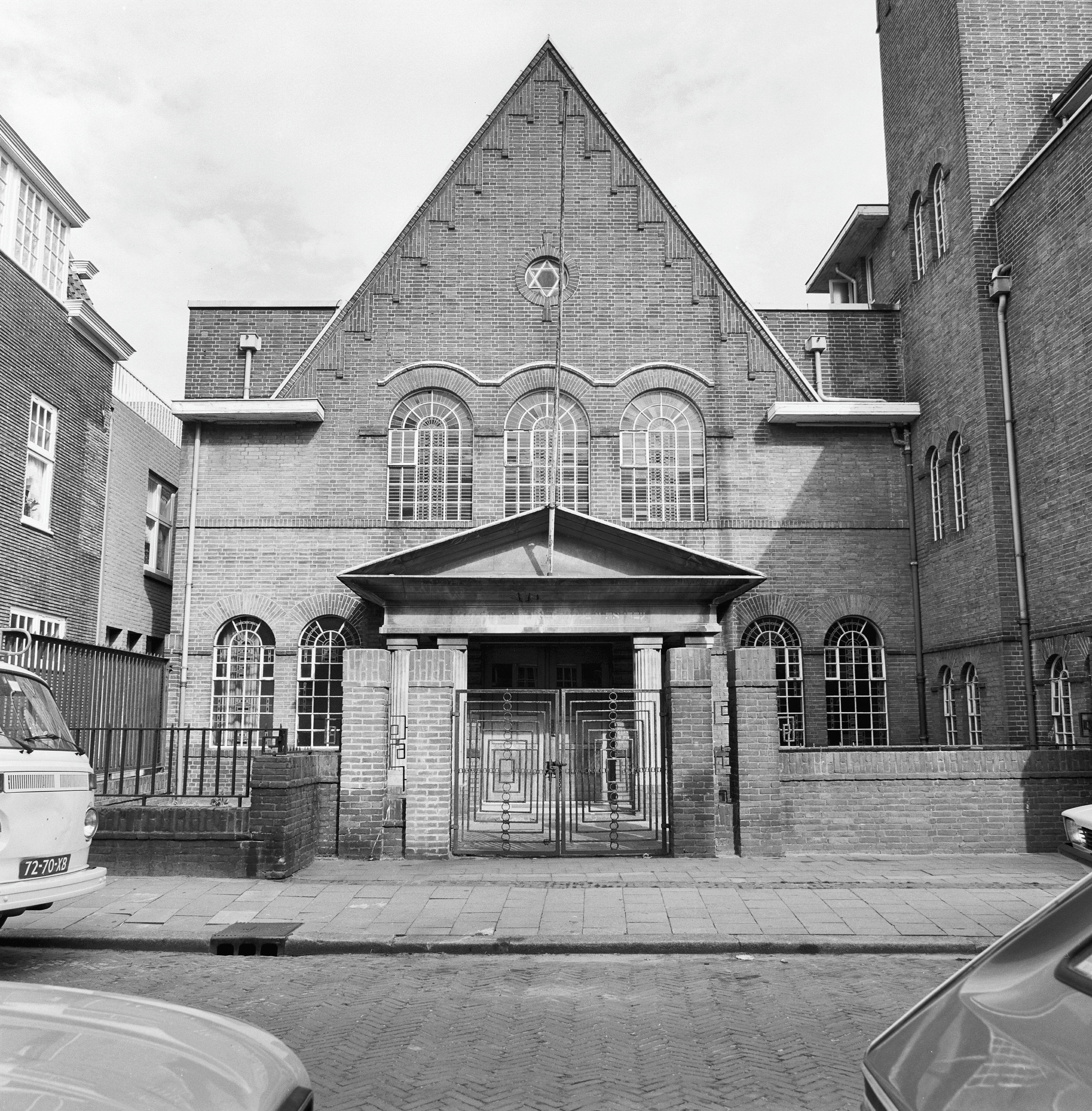
Voorgevel van de voormalige synagoge aan de Springweg

De synagoge van Utrecht bevond zich aan de Springweg.

## Geschiedenis
Vanaf 1618 stond op deze plek in wat destijds de Jufferstraat heette, verborgen achter de huizenrij, een doopsgezinde (schuil)kerk. Nadat deze kerk verhuisde naar een pand aan de Oudegracht werd de schuilkerk in 1792 in gebruik genomen als synagoge. In 1848 vond een grote verbouwing plaats en in 1925 werden de woonhuizen, die de synagoge van de straat afschermden, afgebroken. Vervolgens werd in 1926 een nieuw synagogecomplex gebouwd met een grote sjoel (binnen de muren van de oude synagoge), een hulpsjoel, ritueel bad, twee klaslokalen, vergaderruimtes, kantoren en woningen voor de secretaris en conciërge. Architect Harry Elte maakte hiervoor een ontwerp in de stijl van de Amsterdamse School. Elte moest echter concessies doen waardoor het exterieur invloeden bevat van Berlage en het neoclassicisme. Het interieur is gebouwd in art-decostijl. Opvallend is een grote kroonluchter met 106 gloeilampen en aan de onderkant een dubbele davidsster. De synagoge bevat verder een aron hakodesj met Thorarollen, bima en glas-in-loodramen. De joodse vrouwenvereniging schonk een klok in bijpassende stijl.
Tijdens de Tweede Wereldoorlog werd in de synagoge brand gesticht, die weinig schade aanrichtte. Later werd de synagoge door de bezetter verzegeld maar een deel van het complex bleef in gebruik als noodsynagoge. In 1981 verkocht de klein geworden Utrechtse orthodox-joodse gemeente de grote zaal van de synagoge aan een meubelhandelaar, die later failliet ging. De ruimte kwam leeg te staan en verloederde. In 1983 kocht de Stichting Zending en Opwekking de synagogezaal. Vrijwilligers brachten het pand zoveel mogelijk terug in oude staat. De oorspronkelijke banken werden gered uit een pakhuis in Amsterdam. Sindsdien staat het gebouw bekend als het Broodhuis. In 1989 werd het een gemeentelijk monument.

## Bron
- Broodhuis: oude synagoge is een Art Decotempel, Arjan de Boer

## Fotogalerij

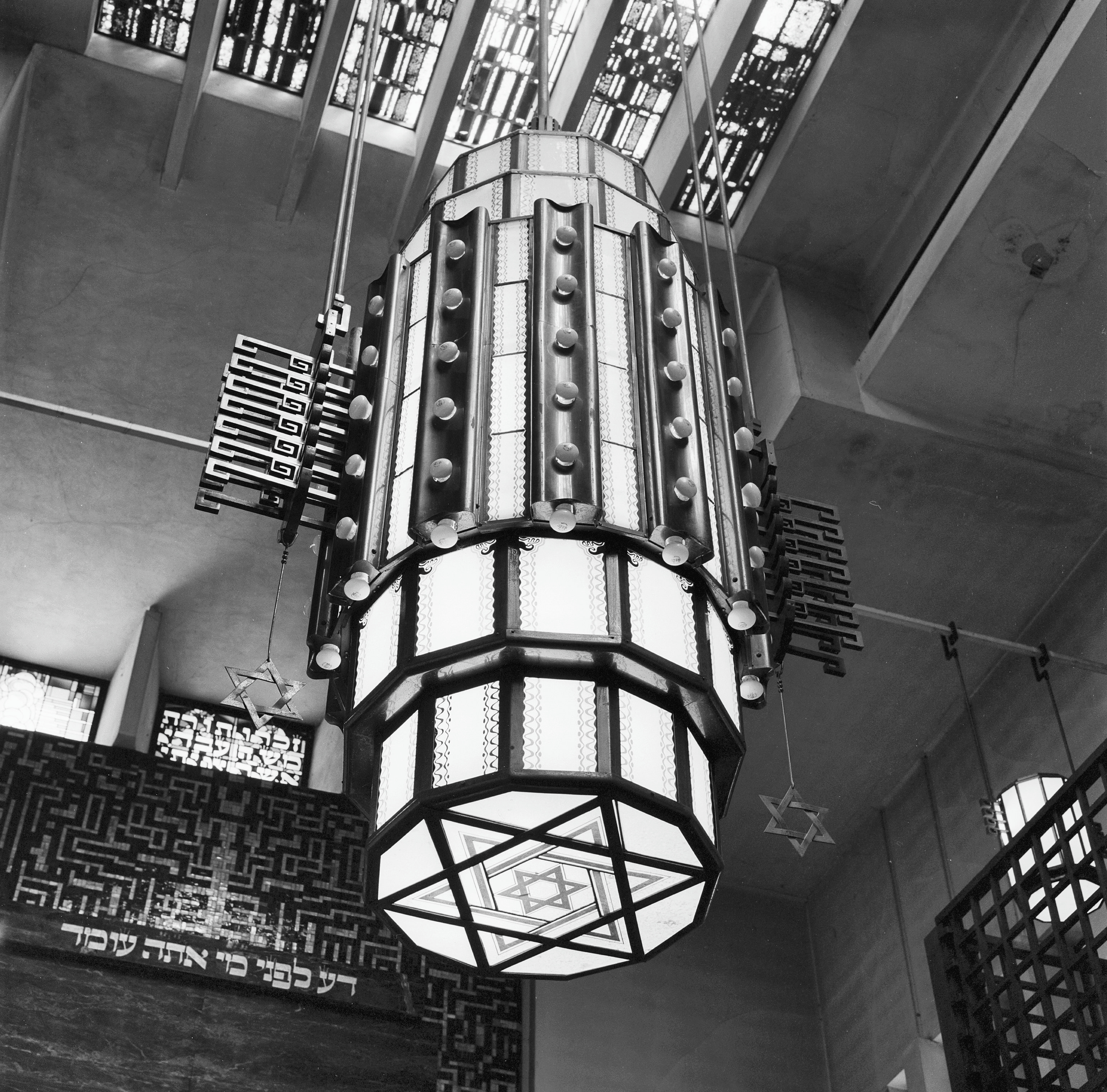
Lamp in artdecostijl
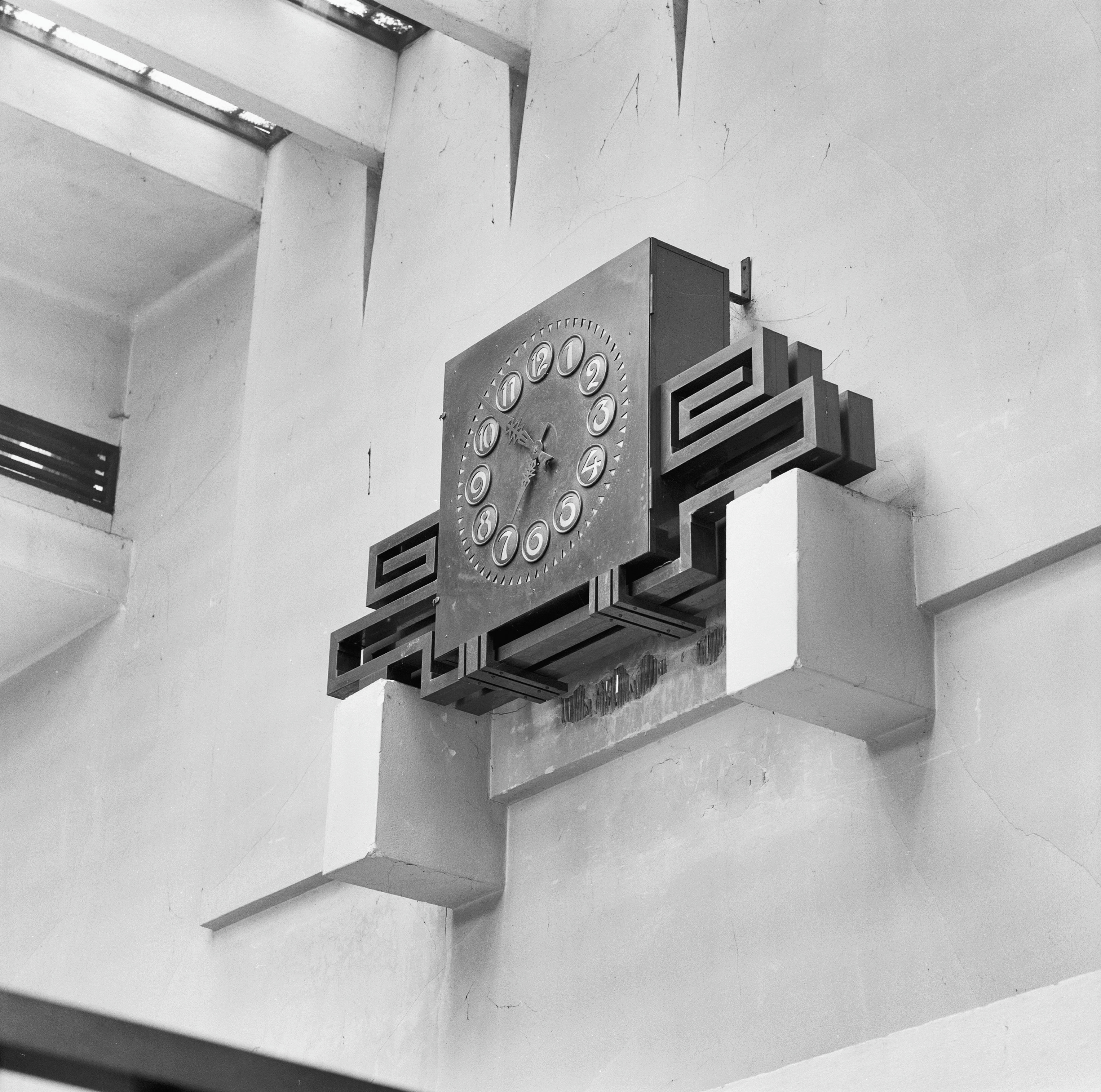
Klok
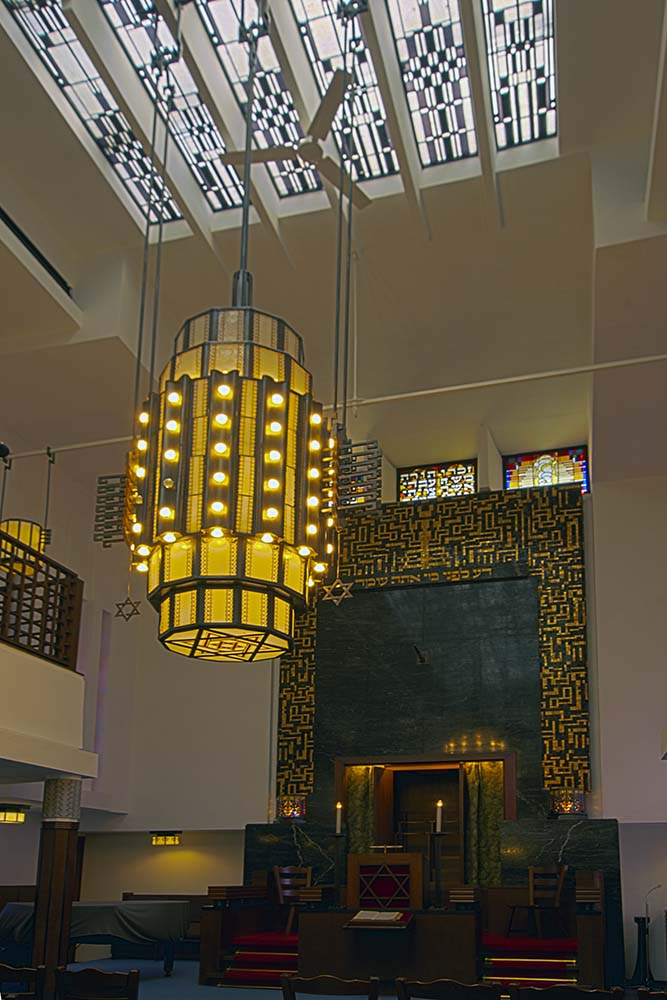
Synagoge met Art Deco lamp en geopende Ark
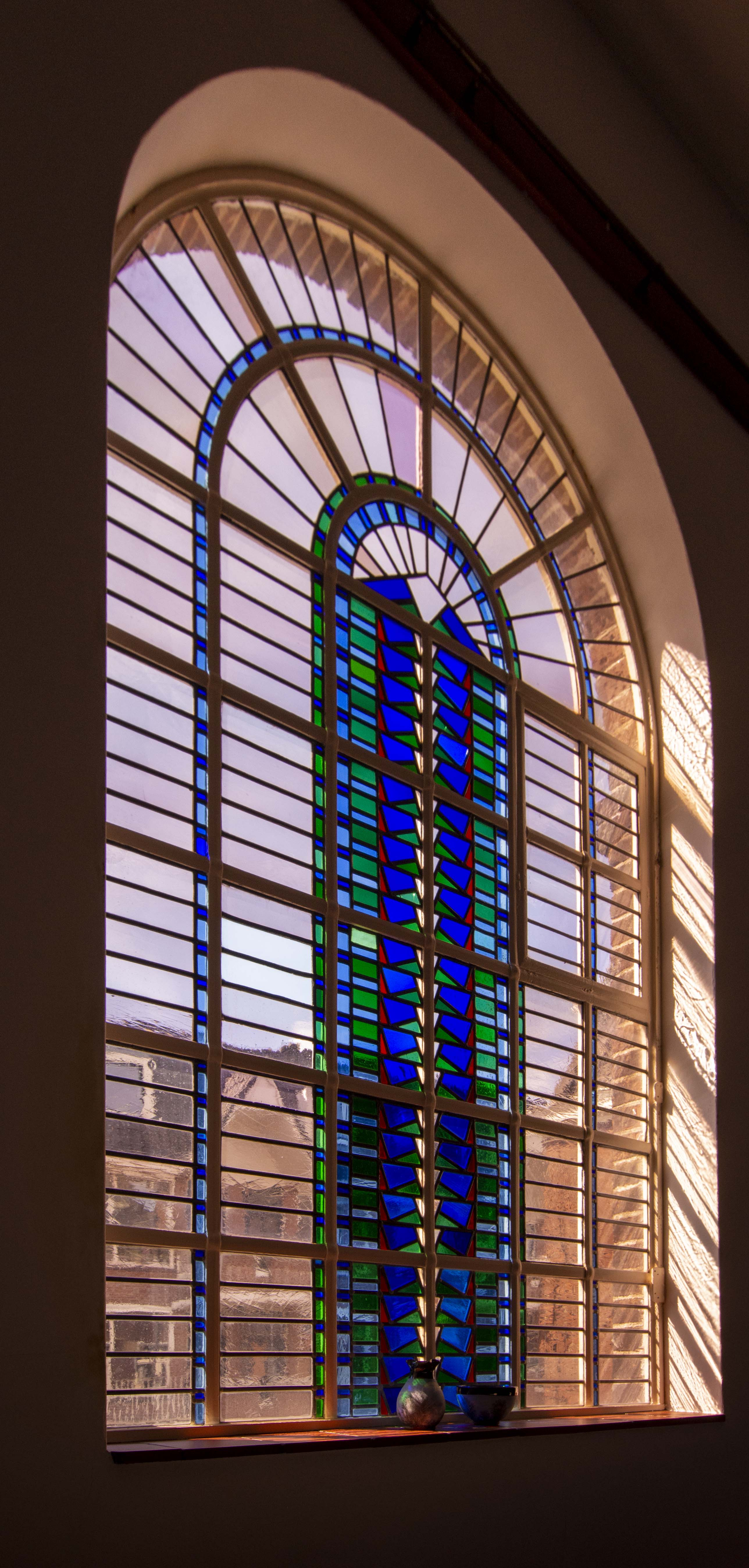
Glas in loodraam met op de achtergrond het Bartelomeus gasthuis

- Virtual International Authority File: 122535393